# 2023年阿爾伯塔省大選
2023年阿尔伯塔省大选已于2023年5月29日举行，选举第三十一届艾伯塔省省议会的成员。
选举结果显示现任省长戴思敏领导的聯合保守黨取得49个席位，尽管席位数有所减少但仍继续组建多数政府。

## 背景
在2019年阿尔伯塔省大选，贾森·康尼领导的联合保守党（UCP）击败了时任省长瑞秋·诺特利领导的阿尔伯塔新民主党（ANDP）。康尼领导的联合保守党随即组建了了多数政府。诺特利领导的艾伯塔新民主党组成了官方反对党。尽管阿尔伯塔党获得了9％的选票，但没有除新民主党和联合保守党外的政党赢得任何席位。为准备下一次省选，艾伯塔政府通过了2021选举法案修正案。修正案改变了固定选举日期为5月的最后一个星期一，除非艾伯特省长提前解散省议会；提高了政党和选区候选人的选举支出限制；并禁止了与政党有关联的第三方广告商。